# Farronca
A Farronca (em localidades transmontanas como Carrazeda de Ansiães), Sarronca (em localidades do Alto Minho como Alvarães, Anha ou Barroselas em Viana do Castelo, ou Geraz-do-Lima em Ponte de Lima) ou Ronca (em localidades do Douro Litoral como Baião) é um ser da mitologia infantil portuguesa. Tal como o bicho-papão é um ser comedor de crianças desobedientes, que se portam mal e vão para os lugares perigosos. Ela vem sempre que uma criança se porta mal e aguarda as crianças desobedientes, escondida, nos locais onde as crianças não devem ir.  A farronca não tem representação figurada  mas emite um som, como o da  Sarronca, muito assustador.  